# Isabela (Basilan)
Isabela é um cidade de  quarta classe de renda da cidade na província Península de Zamboanga, nas Filipinas. De acordo com o censo de 1 maio  de  2020 possui uma população de 130 379 pessoas e 26 649 domicílios.